# Битва при Урумчі (1934)
Бій при Урумчі — збройний конфлікт у Сіньцзяні, що пройшов узимку 1933-1934 між провінційними силами Шен Шіцая і генералом-мусульманіном Ма Чжун'їном, що діяли в союзі, і генералом-ханьцем Чжан Пейюанем.
Чжан Пейюань захопив дороги між Чугучаком та Урумчі. Війська губернатора Шен Шіца складалися з маньчжурів і російських білогвардійців, що сховалися на китайській території після розгрому в Росії.
Гоміньдан таємно підбурював Чжана і Ма скинути Шен, зважаючи на те, що Шен, будучи губернатором Сіньцзяна, міг мати зв'язки з Радянським Союзом. Чан Кайші послав Ло Веньганя до Сіньцзяна, де той зустрівся з Ма Чжун'їном і Чжаном Пейюанем і закликав їх знищити Шена.
Ма і Чжан, зібравши сили з ханьців і китайських мусульман, майже перемогли Шен, коли він попросив допомоги від Радянського Союзу. Це призвело до радянського вторгнення в Сіньцзян і Ма Чжуньїн змушений був провести відступ після битви на річці Тутун.

Після цього Чан Кайші особисто був готовий вступити в битву з більш ніж 150 000 військами та 15 мільйонами юанів для надання допомоги Ма у вигнанні Шен Шіцая. Однак його переконали, що неможливо гарантувати військам достатній продукт, і тому Чан скасував експедицію. Шен зазначив:
«Чану Кайші не подобається моя політика, але він нічого не може вдіяти мені. Я надто далеко від його зони досяжності».